# 이시카와 나오토
이시카와 나오토(일본어: 石川 直人, 1989년 11월 7일 ~ )는 일본의 전 축구 선수이다.

## 구단 경력
과거 미토 홀리호크에서 활동하였다.